# (443) Фотографика
(443) Фотографика (фр. photographie ) — астероид главного пояса, который принадлежит к светлому спектральному классу S. Он был открыт 17 февраля 1899 года немецкими астрономами Максом Вольфом и Фридрихом Швассманом в обсерватории Хайдельберг и назван в честь метода астрофотографии, который в то время совершил революцию в открытии астероидов.

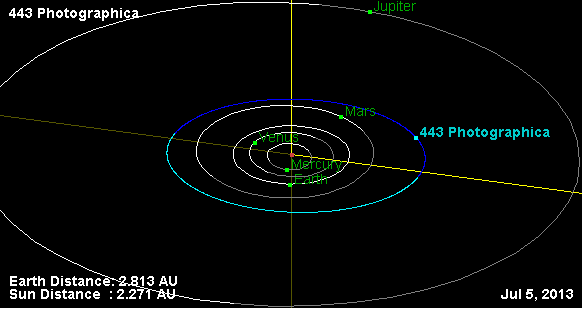
Орбита астероида Фотографика и его положение в Солнечной системе